# Cymothoe teita
Cymothoe teita är en fjärilsart som beskrevs av Van Someren 1939. Cymothoe teita ingår i släktet Cymothoe och familjen praktfjärilar. Inga underarter finns listade i Catalogue of Life.